# Kadaif

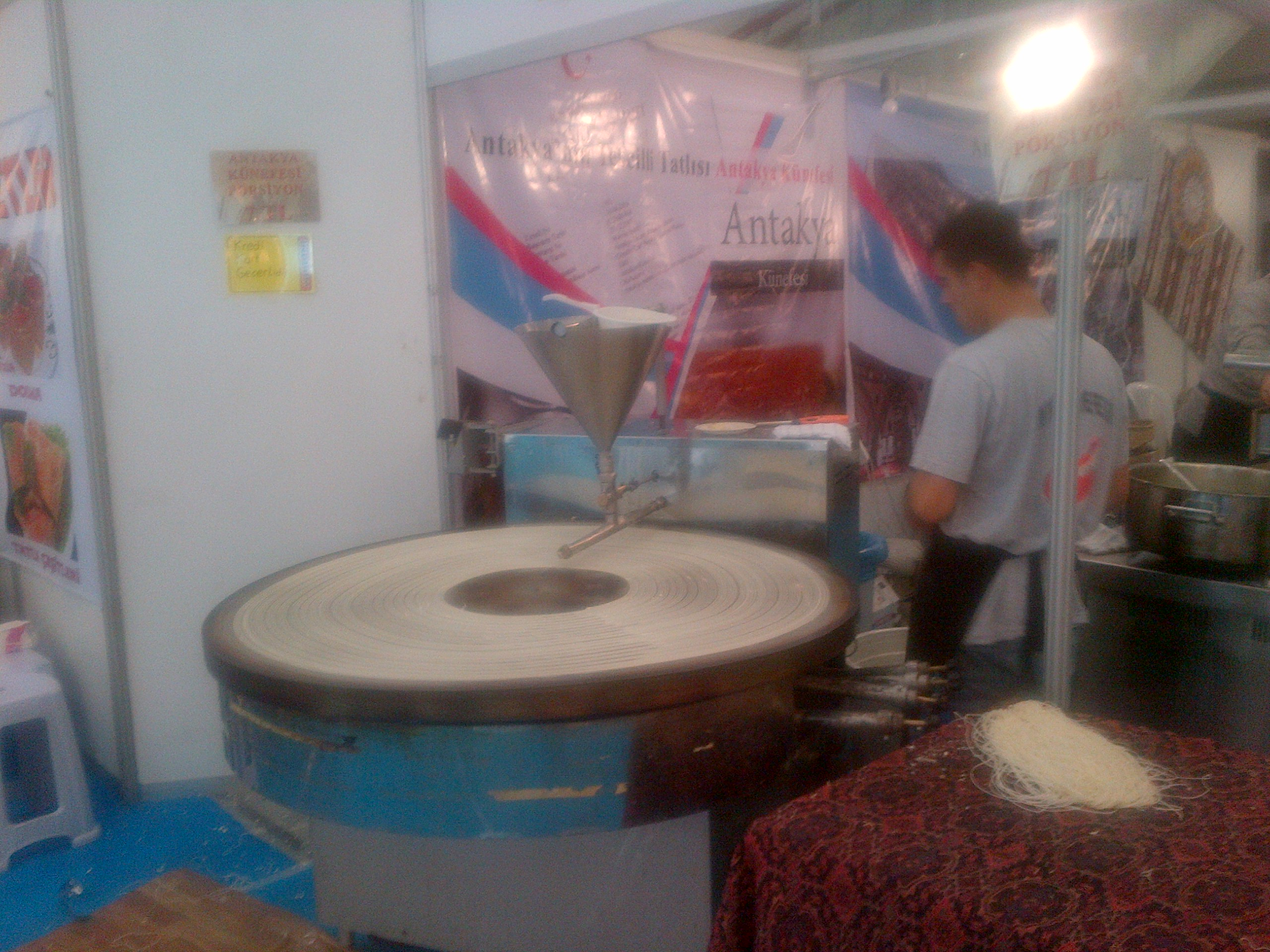
Fàbrica de fideus de Kadaif a Turquia

El kadaif, kadayıf (turc), kataifi, kadaifi (grec κα(ν)ταΐφι), knafeh, knāfeh, kunāfah o kunfeh (àrab كنافة) és un tipus de fideu molt fi (com vermicelli o capellini) usat per preparar dolços i postres.

## Origen
El kunāfah va sorgir a la ciutat palestina de Nablus i des d'allí es va estendre a la resta de Palestina i als països veïns. Ha estat present des de fa molt a Egipte i el Llevant. També ha estat unes postres de la cuina otomana a l'est del Mediterrani i els Balcans.

## Elaboració

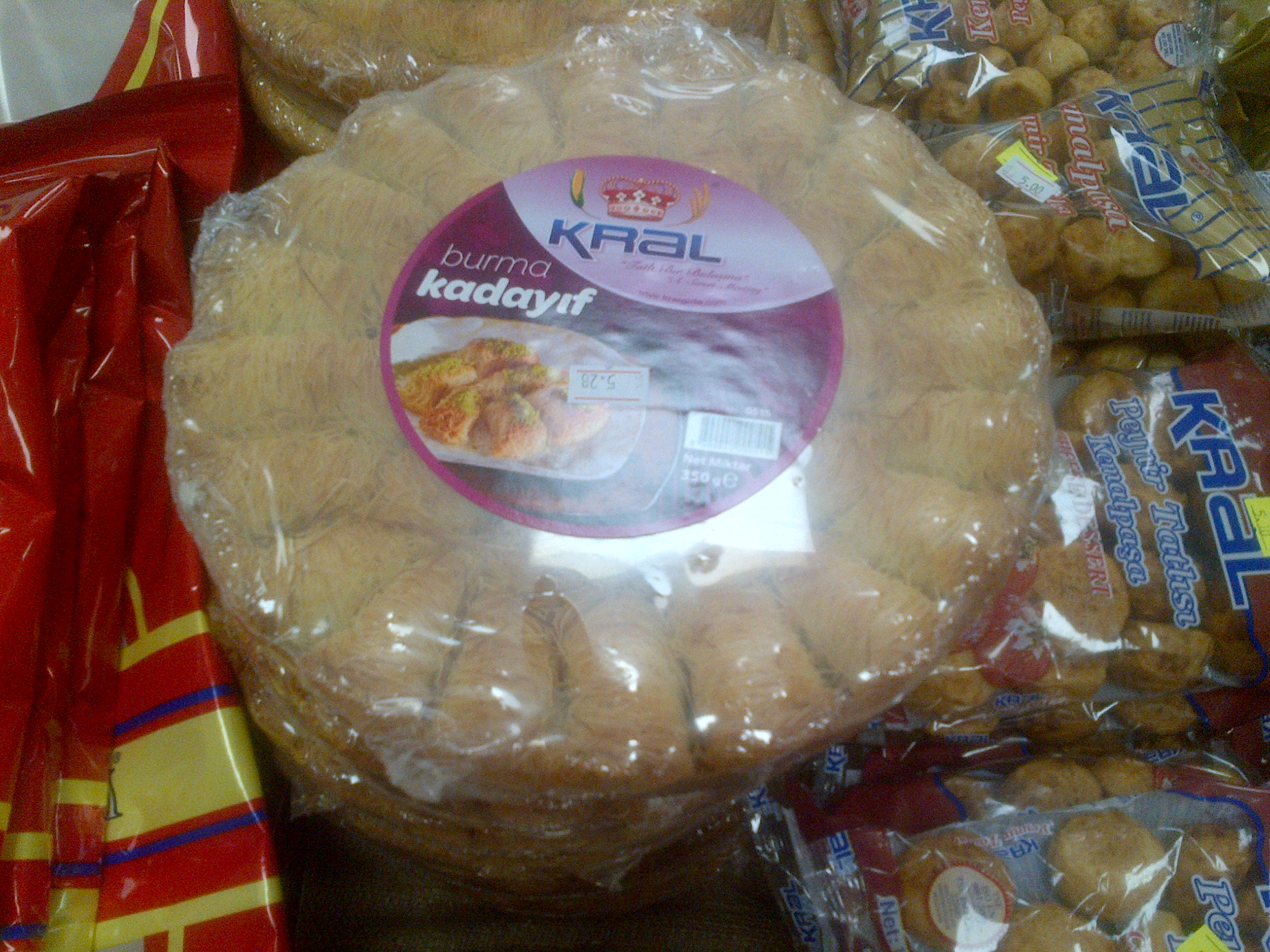
"Burma kadayıf", un dels variants de kadayıf que existeixen en la cuina turca; en venda en un supermercat, precuinat per acabar d'elaborar a casa.

El kunāfah o knafeh es fa deixant caure fils fins de pasta de farina i aigua sobre una planxa giratòria calenta, de manera que s'assequin formant brins llargs. Aquests fils es recullen llavors en feixos.
Els fils s'usen per fer dolços de diverses formes (tubs o nius), farciments sovint amb fruita seca trossejada, com els usats per la baklava. El kadaif per a postres es fa amb una capa de kadaif, un farciment de fruita seca i una altra capa de pasta. Es pinta amb mantega fosa, es forneja fins que queda daurat i es remulla en almívar o mel. De vegades s'usa en la cuina de fusió per elaborar pastissos salats.
A Turquia, s'empra solament massa kadayıf per elaborar el künefe. El kadayif no s'enrotlla sobre el formatge, sinó que es posa entre dues capes. Es cuina en petites plaques de coure, servint-ho molt calent en almívar amb kaymak i festucs o nous.
La ciutat de Nablus en Palestina és especialment famosa per la seva kunāfah, farcit de formatge nabulsi i amb un paper central en la gastronomia de Palestina.
A partir del 2024 s'ha fet molt popular a tot el món un tipus de xocolata amb kunāfah o knafeh, produïda a Dubai des del 2022, coneguda com a Can’t Get Knafeh of It o Dubai Chocolate, elaborada per FIX Dessert Chocolatier. Per la gran popularitat que va assolir, la multinacional xocolatera Lindt en va fer una versió en edició limitada el desembre de 2024. A la Unió Europea, però, s'han fet assaigs de qualitat del Dubai Chocolate i els resultats són negatius, amb anàlisis indicant continguts inapropiats de components considerats cancerginògens a Europa, com ara micotoxines (toxines del verdet) i 3-monocloropropàdiol (3-MCPD) i èsters de glicidil (contaminants d'aliments que contenen greixos processats amb calor i greixos i olis refinats).

## Variants

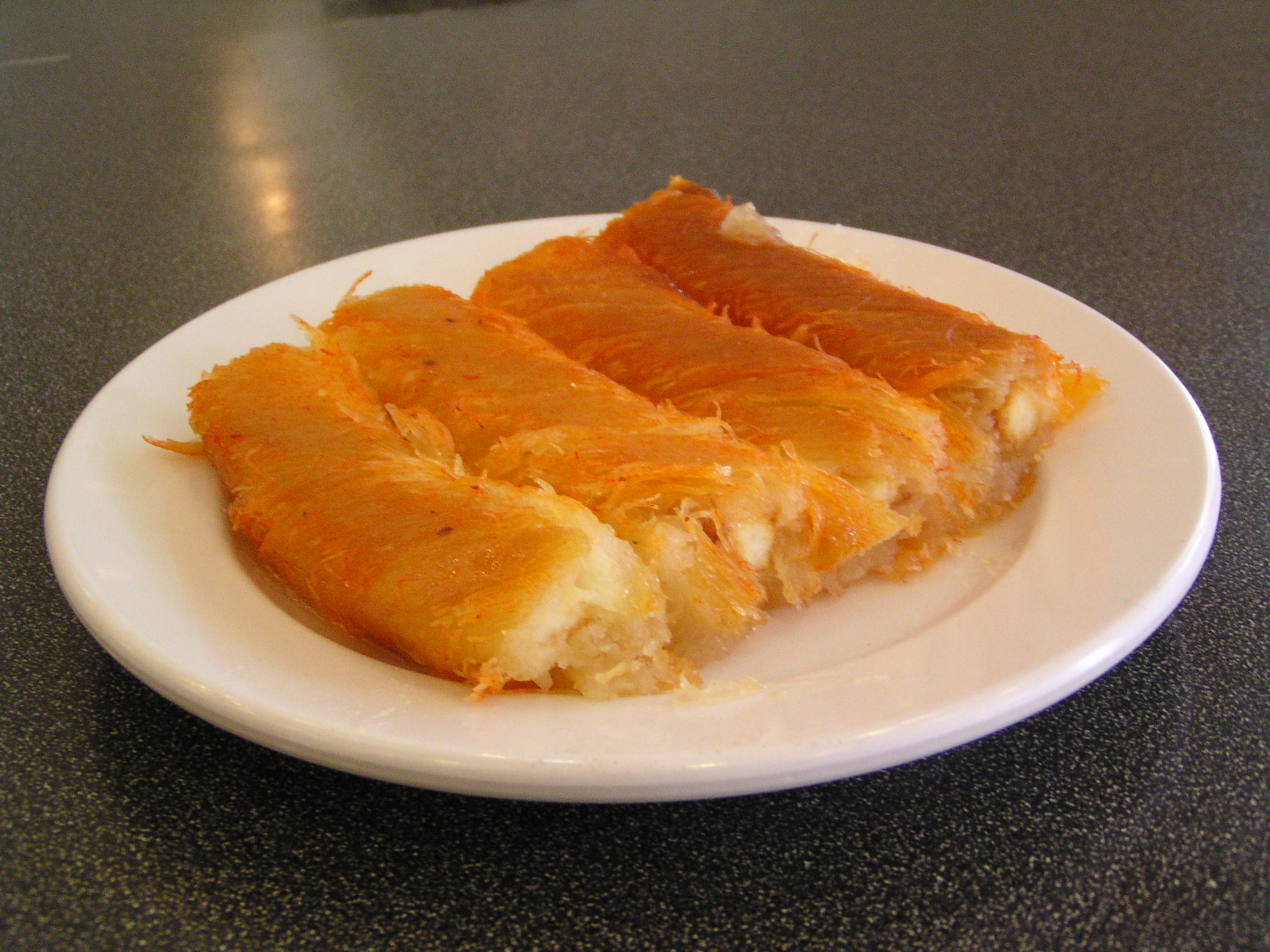
Kanafeh

- Künefe